# Feddes Repertorium
Feddes Repertorium (abreujat, Feddes Repert.) és una obra de referència alemanya de taxonomia botànica i geobotànica. Creada el 1905 pel botànic Friedrich Karl Georg Fedde (1873-1942), a Berlín, va tenir diferents títols (Repertorium novarum specierum regni vegetabilis, Repertorium specierum novarum regni vegetabilis, Feddes repertorium specierum novarum regni vegetabilis, Feddes Repertorium. Zeitschrift für Botanische Taxonomie und Geobotanik) i subtítols (Zeitschrift für systematische Botanik; Monatschrift für taxonomische und chorologische Botanik; Zeitschrift für taxonomische und chorologische Botanik; Festschrift für Theodor Herzog) al llarg del temps. El nombre de volums editats també va variar considerablement cada any. Entre 1945 i 1950, la publicació va ser suspesa.
Feddes Repertorium se segueix publicant. des de 2002. també s'ofereix en una versió electrònica per l'editor Wiley-VCH. Actualment, bona part del contingut està en llengua anglesa.